# Villa Adrienne
Ne doit pas être confondu avec Cité Adrienne ou Villa d'Hadrien.
La villa Adrienne est une copropriété privée située dans le quartier du Petit-Montrouge du 14e arrondissement de Paris, en France.

## Situation et accès
La villa Adrienne est une résidence privée située au centre du 14e arrondissement de Paris. Elle s'ouvre sur le 17-19, avenue du Général-Leclerc, entre l'hôpital La Rochefoucauld et le quartier du Village d'Orléans.
La villa dessert un jardin d'environ 3 500 m2, de forme rectangulaire, bordé par des immeubles de quatre étages au nord jouxtant l'hôpital La Rochefoucauld et à l'ouest à l'arrière de la villa Hallé, de trois étages à l'est le long de l'avenue du Général-Leclerc, par des villas, dont trois comportent une verrière (atelier d'artiste) au sud, à l'arrière des immeubles haussmanniens de la rue Sophie-Germain. Le square, longé au sud par une voie accessible aux véhicules (places de stationnement), comporte des arbres, des parterres de pelouse et une statue en son centre.

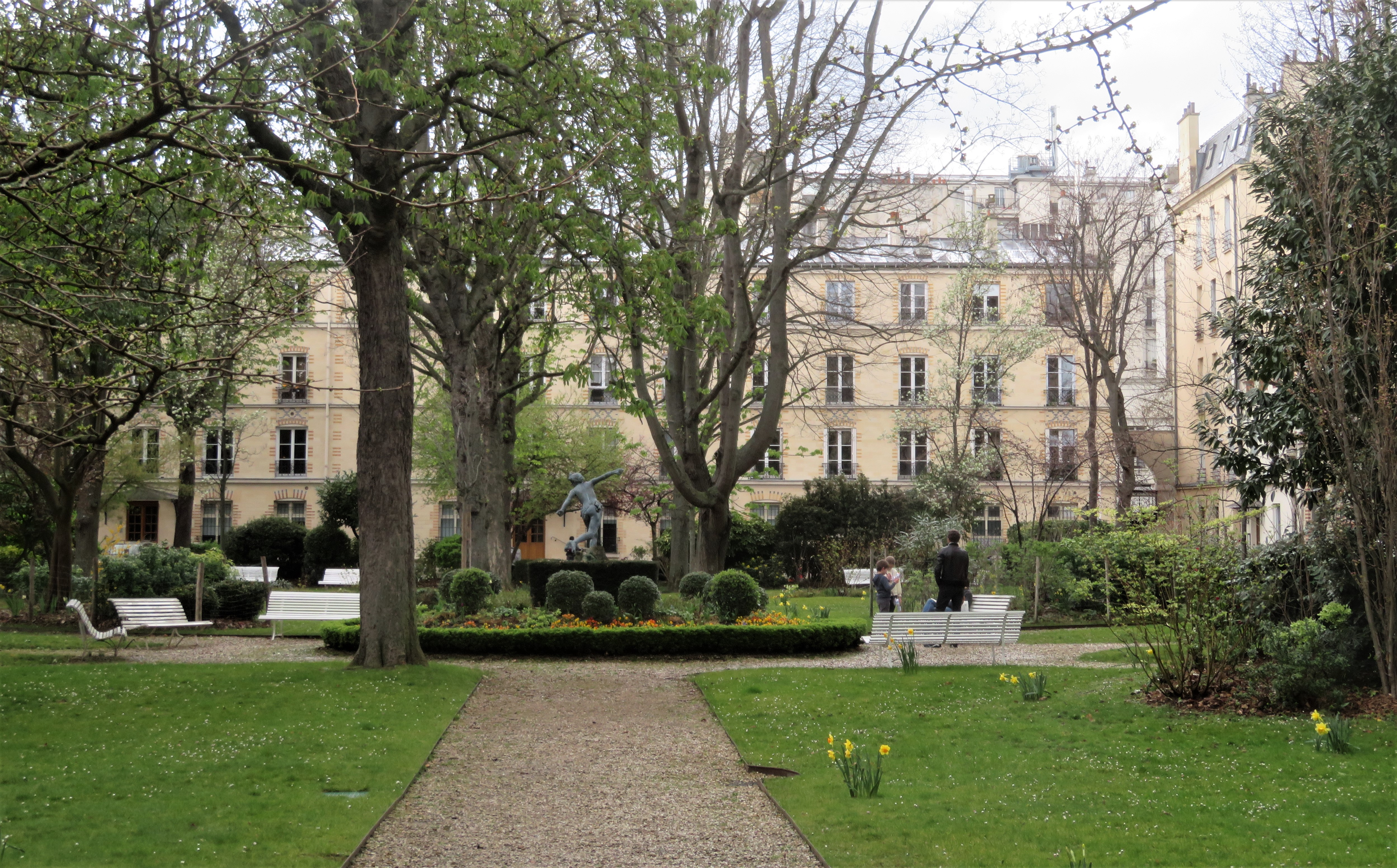
Aile ouest.
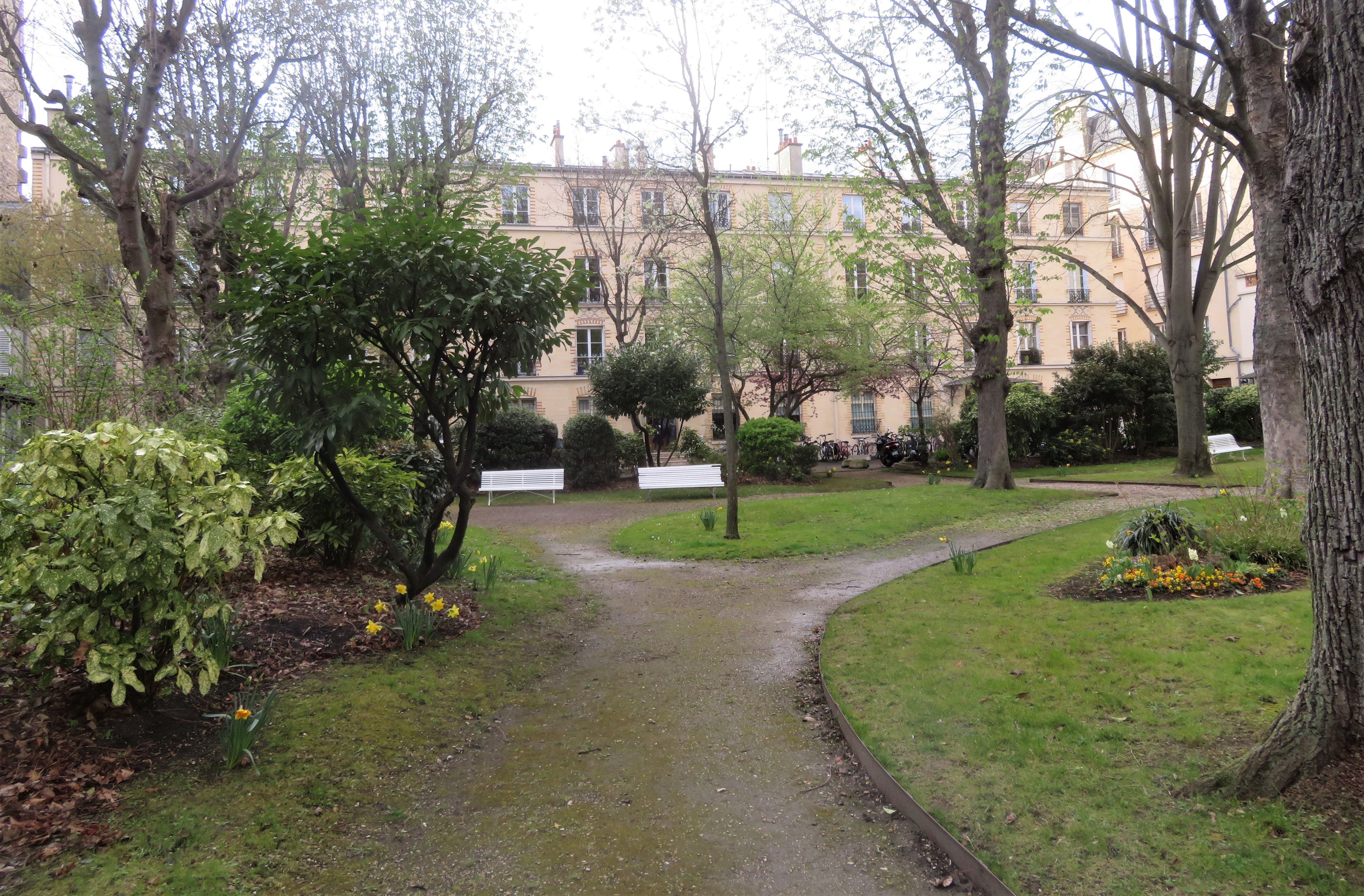
Aile est.
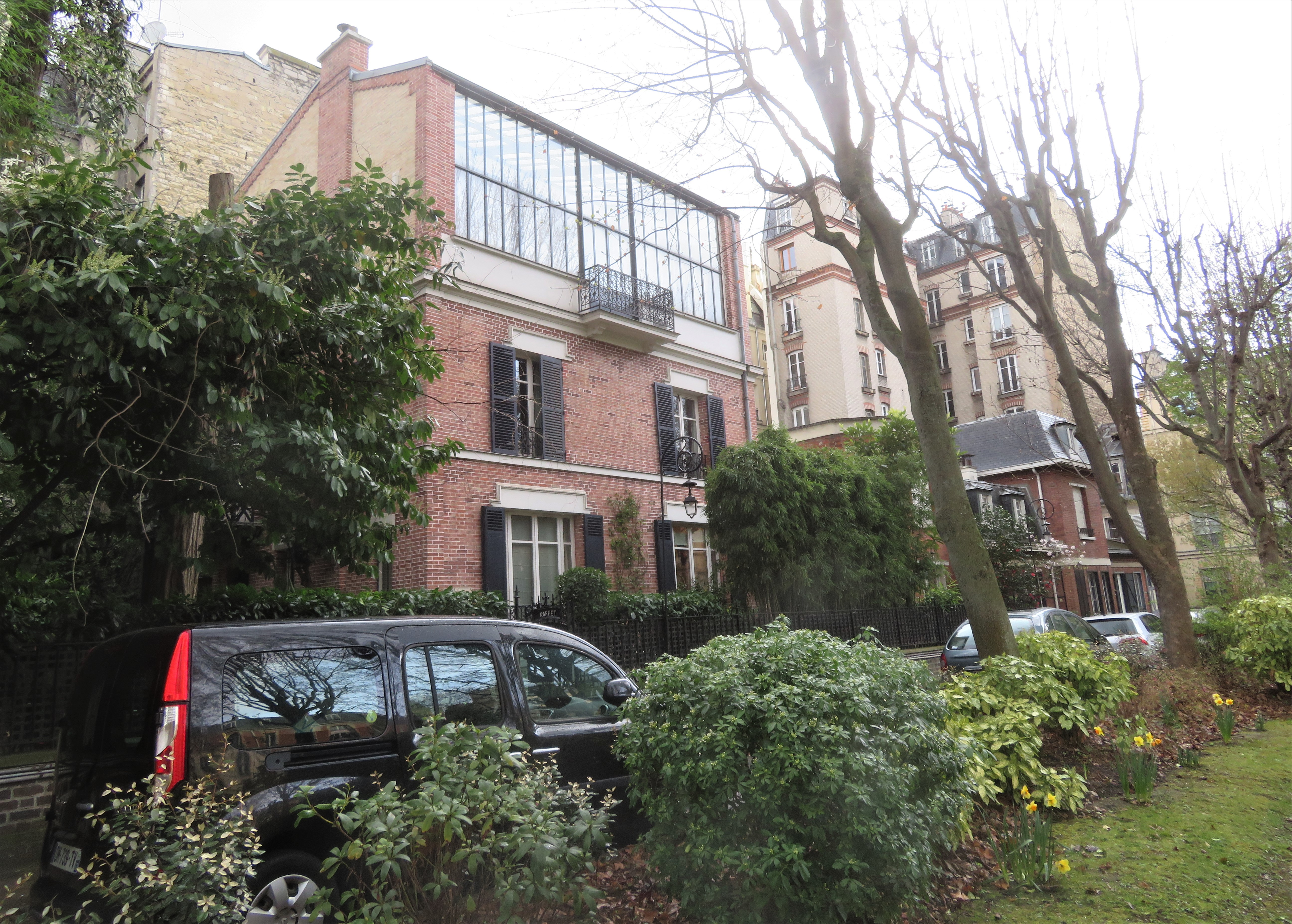
Villas.

La présence de carrières souterraines a limité la hauteur des édifices. Après l’affaissement d’une maison située au fond à droite, en 1937, les bâtiments de la villa ont été renforcés par des piliers aux angles et au centre de chaque façade.
Chaque corps de bâtiment porte le nom d'un personnage célèbre, Pascal, Racine, Vauban, Poussin, etc.
L'entrée de la villa, fermée par une grille, est interdite aux non-résidents. Le nom de la voie est inscrit sur son fronton.
La villa Adrienne est desservie à proximité par la ligne 4 à la station Mouton-Duvernet ainsi que par les lignes 4 et 6 à la station Denfert-Rochereau.

## Origine du nom
La voie porte le prénom de la propriétaire du terrain, Mme Desmont,.

## Historique
Ce square privé est loti par Adrienne Desmont en 1895 sur l'emplacement d'une propriété que possédait, à Montrouge, le duc de La Vallière, petit-neveu de la duchesse. Le peintre André Devambez (1867-1944) y est mort le 18 mars 1944.
L’architecture indique que les bâtiments étaient destinés à une vie communautaire, une sorte de cité-jardin.

Bâtiments
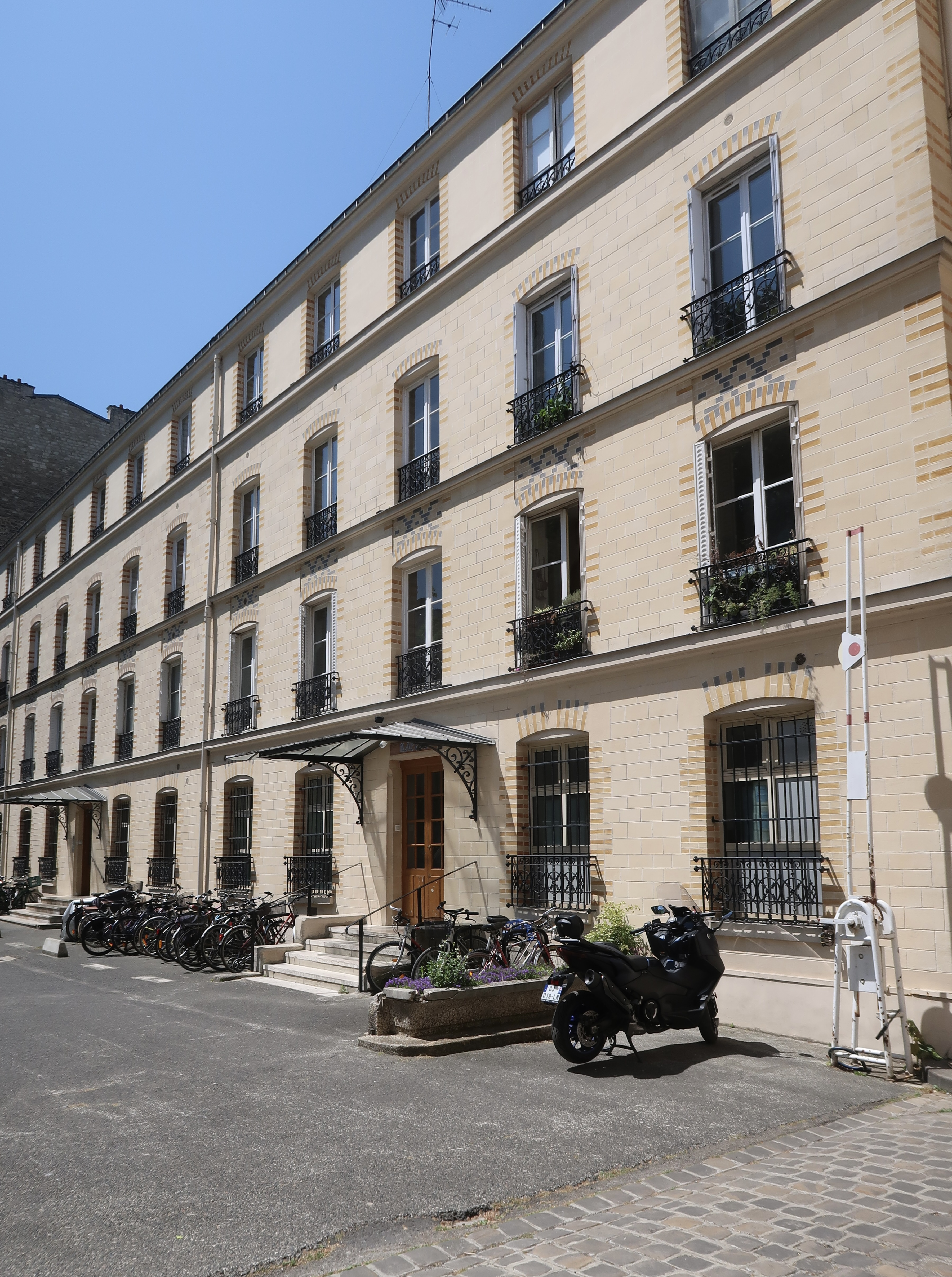
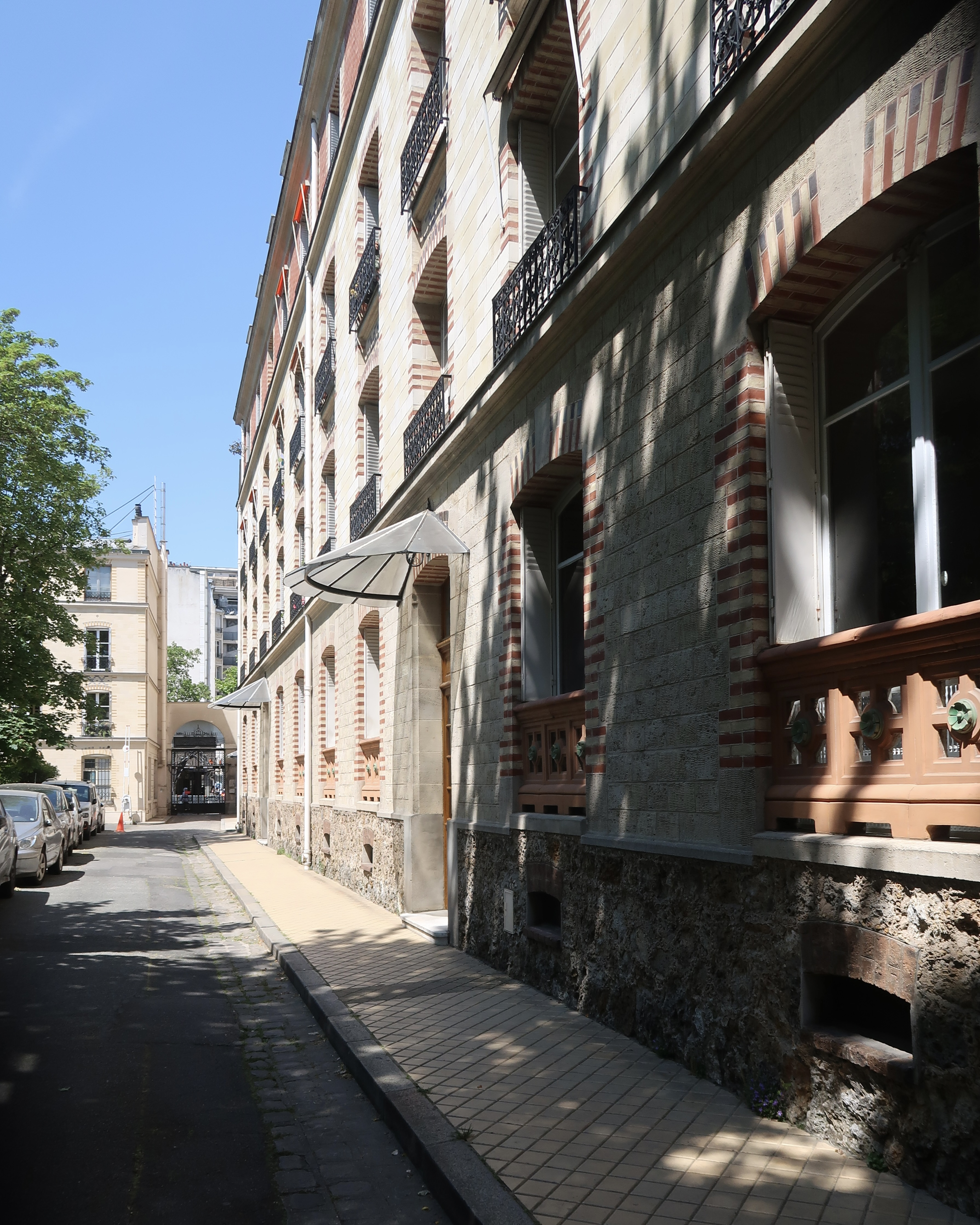